# 닉 로즈
닉 로즈(Nick Rhodes, 1962년 6월 8일 ~)는 영국의 음악가, 가수이자 프로듀서이다. 뉴웨이브 밴드 듀란 듀란의 키보드 그리고 창립 멤버로 유명하다.
그는 1985년 알카디아(듀란듀란의 사이드 프로젝트)에서, 2002년 스테판 듀피(듀란듀란의 전 리드 싱어)와 The Devils에서 앨범을 발매하였다. 2013년 3월, 그는 듀란듀란의 전 기타리스트 워렌 쿠쿠룰로와 함께 사이드 프로젝트 TV Mania를 발표했다.

## 어린 시절
니콜라스 제임스 베이트는 버밍엄 장난감 가게의 주인이었던 부유한 가정의 외아들로 자라났다. 그는 버밍엄의 할리우드에 위치한 우드러시 고등학교에 입학하였고, 그와 존 테일러(같은 할리우드 출신)는 "RAF"라는 밴드를 결성한다. 베이트는 1978년 열여섯의 나이로 고등학교를 중퇴하고, 학교 친구였던 스테판 듀피(보컬), 존 테일러(당시에는 리드 기타를 연주했다), 그리고 사이먼 콜리(베이스)와 듀란듀란을 결성하게 되었다.
듀란듀란이라는 밴드 이름이 정해질 무렵, 닉 베이트(Nick bates)는 그의 이름을 첫 인터뷰 전 존 테일러가 정해준 이름으로 정하게 된다. 그는 자위하다(Master bates)라고 불리는 것을 싫어했다고 언급한 바 있고, 전자피아노의 브랜드 이름을 따 "로즈"라는 이름을 골랐다.
1979-80년도에는, 밴드가 마지막 라인업을 갖추자 듀란 듀란은 버밍엄의 지역 클럽 "럼 러너"에서 공연을 시작했다. 클럽의 주인들은 밴드의 매니저가 되었고, 로즈는 클럽에서 DJ로 일하기 시작했다.

## 듀란 듀란
밴드는 급속한 성공을 이뤘고, 로즈는 원동력이었다. 교육을 받지 못한 그는 아날로그 신디사이저로 소리들을 실험할 수 있었으나 초기의 타 신디 밴드의 '새로운' 소리에는 주저했다. Save a prayer에서의 특유의 지저귐, A view to a kill에서의 키보드 스텝, Come undone 그리고 Ordinary world의 현 소리는 그의 미래지향적 신디사이저로 가장 잘 알려진 창작물들이며, 듀란 듀란의 첫 셀프 타이틀 앨범에서 두드러진다. 그는 Curmar 사용자로 초기에 유명해지게 되었다.
또한 로즈는 뮤직 비디오의 잠재력을 일찍 인식하여 밴드의 초기 시절, 시대에 맞춰 뮤직 비디오에 더 많은 노력을 쏟아붓도록 했다.(이는 MTV의 출현 전이었다) 밴드가 주요 스타덤에 올랐던 이십 대 무렵 그는 화려한 이미지를 키웠으며, 무거운 메이크업과 염색을 했다. 1990년대 후반, 로즈는 듀란듀란에서 작곡과 동시에 가사를 쓰기 시작했다. 그의 디지털로 변환된 목소리는 1997년 앨범의 타이틀 트랙 Medazzaland에서 들을 수 있다.
2001년에, 다섯 명의 듀란듀란 원 멤버는 새 음악을 위해 재결합했다. 자세한 내용은 듀란 듀란 항목을 참고할 것.

## 레코드 프로듀싱
로즈는 듀란듀란과 스튜디오에 머물며 프로덕션 테크닉을 익혔고, 결국 리오 앨범을 믹스하는데 도움을 주기도 하였다. 또한 그는 이후 밴드의 앨범에서 공동 프로듀서를 맡았다.
1983년 초기, 그는 Kajagoogoo라는 밴드를 발견했고, 당시 영국 차트 1위에 오른 데뷔 싱글 Too Shy를 공동 프로듀싱하였다. (이는 듀란듀란의 싱글이 1위를 찍기 전이었다)
1996년 로즈와 워렌 쿠쿠룰로는 블론디의 재결합 앨범 중 세 개의 트랙에서 작사와 프로듀싱을 도맡았다. 이 트랙들은 쓰이지 않았으나, 단 하나의 곡 "Pop Trash Movie"는 이후 듀란 듀란의 2000년도 앨범 Pop Trash에 수록되었다.
2002년, 로즈는 더 댄디 워홀즈의 앨범 Welcome to the Monkey House의 수록곡 중 9트랙의 추가 신디사이저를 연주했으며 공동 프로듀싱하였다. 2004년에 그는 영국 기반의 팝 그룹 Riviera F의 데뷔 EP 앨범 International Lover(로즈와 스테판의 레이블로 발매된 앨범이다)를 프로듀스하였다.

## 사이드 프로젝트
사이먼 르 본과 로저 테일러, 그리고 로즈는 듀란듀란의 1985년 휴무기 동안 사이드 프로젝트 알카디아를 결성했다. 알카디아는 키보드에 중점을 준, 듀란듀란(혹은 듀란듀란의 다른 사이드 프로젝트, 존 테일러와 앤디 테일러의 더 파워 스테이션)에 비해 비교적 감성적인 색을 띄었다.
밴드는 유일한 앨범 So Red the Rose의 Election day로 큰 히트를 쳤는데, 미국에서는 반응이 뜨거웠으나 본토 영국에서는 성적이 더 좋지 못했다. 투어를 진행하지 않았으며 듀란듀란이 1986년 다시 모이자 해체되었다. 1999년, 로즈는 듀란듀란의 원 리드 보컬 스테판 듀피와 듀란듀란 초기 시절에 기초한 음악을 창조하기 위해 그와 재결합한다. 그 결과는 The Devils라는 이름 아래 발매된 Dark Circles이다. 또한 같은 해에 로즈는 영화 사우스 파크에서 캐나다인 폭격기 조종사로 짧게 등장하였다.(목소리로만 출연하였다)
2006년 로즈와 존 테일러는 편집 앨범 Only After Dark에서 콜라보레이션을 가졌다. 2011년에는  앤드루 와이어트와 마크 론슨과 함께 영국 일렉트로닉 밴드 리믹스 편집 Remixes 2:81-11을 위해, 디페쉬 모드 Personal Jesus의 리믹스를 진행하였으며 수상 이후 같은 해 7인치 커버 아트북 Put the Needle on the Record를 썼다.
2013년 3월, 닉 로즈와 전 듀란듀란 기타리스트 워렌 쿠쿠룰로에 의해 만들어진 TV Mania는 Bored with Prozac and the Internet?를 발매하였다. 1990년대 전반에 걸쳐, 로즈는 쿠쿠룰로와 이 사이드 프로젝트를 작업했는데 이 프로젝트의 발매를 위해 그는 2013년 7월 런던 첼시의 The Vinyl Factory에서 BEI INCUBI(Beautiful Nightmares)라는 사진전을 열었다.

## 개인 생활
로즈는 줄리 안나 프라이드먼(영커스 백화점 재산 상속인)을 1982년의 미국 투어 도중 요트 파티에서 만났으며, 1984년 4월 18일 그녀와 결혼했다. 그들 사이에는 딸 타챠나 리 오키드(1986년 8월 23일생)가 있다. 별거와 화해 시도 이후 1992년 둘은 이혼 소송을 제기했다.
그들의 법정 분쟁은 국제적인 양육권 문제에 관한 중요한 선례로, 미국과 타 국가의 법정에서 따르고 있으며, "판결" 정책: In Re Bates, No. CA 122-89, 고등 법원, 영국(1989)으로 문헌에 참고되기도 하였다.
로즈는 초기에 예술의 세계에 매혹되었으며, 앤디 워홀 및 팩토리와 친구가 되었고 전 세계적인 전시회에 참여했다. 1984년 후반부, 그는 Interference라는 추상적 사진집을 발매했고 많은 사진들은 런던 해밀턴 갤러리에서 열린 전시회에 선보여졌다.
2011년 11월, 로즈는 Bedfordshire 대학에서 음악 산업에 대한 그의 공헌을 기려, 예술 명예 박사 학위를 받았다.